# Август Улрих фон Харденберг
Август Улрих фон Харденберг (на немски: August Ulrich von Hardenberg; * 5 ноември 1709, Харденберг; † 13 септември 1778, Хановер) е благородник от род Харденберг в Долна Саксония, хановерски таен съветник, дипломат и военен съветник.

## Биография
Той е най-малкият дете (от 11 деца) на фрайхер Кристиан Лудвиг фон Харденберг (* 12 октомври 1662, Харденберг; † 6 декември 1736, Харденберг) и съпругата му фрайин Катарина Сибила фон Дьорнберг (* 4 май 1669, Херцберг, Хесен-Насау; † 18 юни 1767, Хановер), дъщеря на фрайхер Лудвиг фон Дьорнберг († 1696) и Сибила фон Вангенхайм († 1742). Внук е на Хилдебранд Кристоф фон Харденберг (1621 – 1682) и Сабина Маргарета фон Винкел († 1659).
Братята му, които също на държавна служба, са Хилдебранд Лудвиг фон Харденберг (1694 – 1696), Фридрих Карл фон Харденберг (1696 – 1763), градински архитект-директор, дипломат, Кристиан Лудвиг фон Харденберг (1700 – 1781), фелдмаршал, Ханс Кристоф фон Харденберг (1703 – 1747), хановерски полковник и генерал-адютант, Георг Вилхелм фон Харденберг (1705 – 1774), офицер, и Александер фон Харденберг (1708 – 1738).
Август Улрих следва в университета „Алма Ернестина“ в Ринтелн, след това в университета в Хелмщет, където пише своята дисертация. Завършва във Вецлар. След следването той става дворцов съветник в юридическата канцлай в Хановер и е повишен на военен съветник, след това на таен съветник. Остава на служба в Хановер, въпреки че пруският крал му предлага да стане асесор в имперския камерен съд във Вецлар.
Като уважаван учен Август Улрих фон Харденберг е известно време пратеник в двора в Касел в Ландграфство Хесен.

## Фамилия
Август Улрих фон Харденберг се жени през 1743 г. за Вилхелмина Шарлота фон Вендт († сл. 1743). Бракът е бездетен.